# Parukářka (usedlost)
Parukářka je bývalá viniční a hospodářská usedlost v Praze 3-Žižkově. Stála mezi ulicemi Jeseniova a V Kapslovně ve východní části vrchu svatého Kříže. Po usedlosti je pojmenována část parku na vrchu svatého Kříže a také protiatomový kryt v jeho podzemí.

## Historie
Vinice zde byla vysazena v 15. století a nesla název Hejtmánka. Od roku 1804 v její usedlosti sídlila výrobna paruk provozovatele Jana Hrabánka. Zahrady usedlosti byly na západní straně ohraničeny vysokou zdí, která je oddělovala od sousedního vrchu svatého Kříže. Zeď se táhla od severu k jihu středem kopce. Roku 1825 usedlost vlastnil Leopold Tietz. V té době zde v severozápadním cípu zahrady o velikosti 6 strychů stálo obytné stavení na obdélném půdorysu, ke kterému přiléhaly stáje.

### Kapslovna

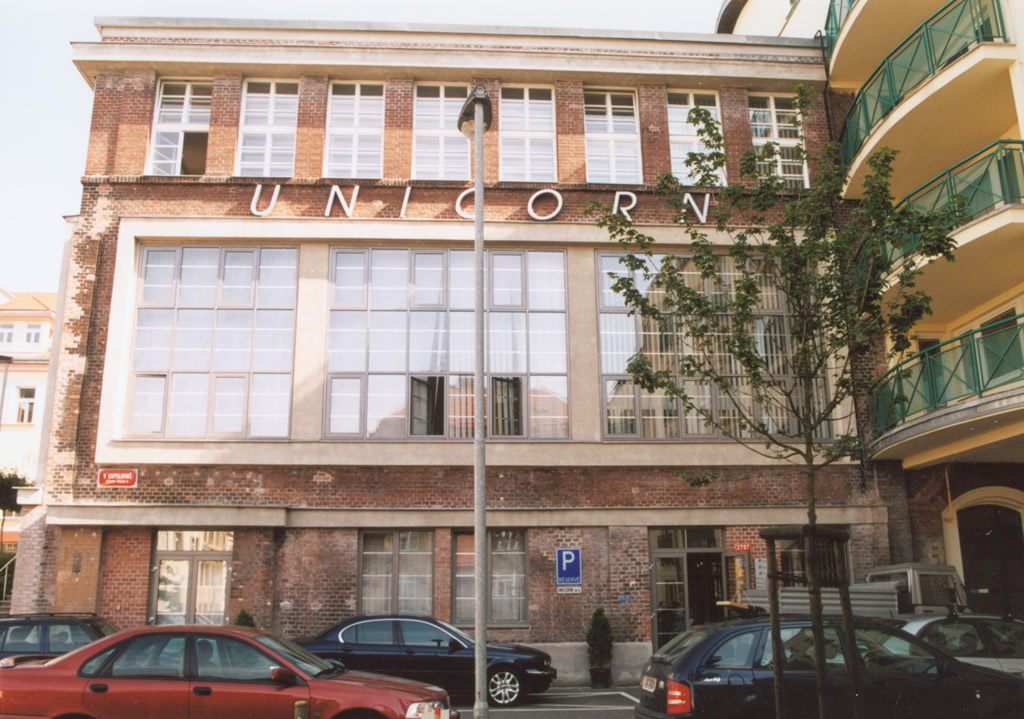
kancelářská budova bývalé kapslovny

Roku 1825 obchodník Pierre Daniel Louis Sellier (1790-1870) a chemik Nicolaus Bellot (1797-1880) koupili od Tietze usedlost s pozemky za 2600 zlatých a založili Továrnu na střelné zápalky a náboje Sellier & Bellot. V ní vyráběli roznětky do palných zbraní, takzvané kapsle. Zpočátku se jednalo o zápalky pro lovecké náboje, později o zápalky pro náboje pěchotní a dělostřelecké.
Louis Sellier zemřel roku 1870 a jeho podíl dědicové spolu s Jeanem Bellotem prodali roku 1872 pražskému podnikateli Martinu Hálovi, který firmu převedl na akciovou společnost.
V 70. letech zde vystavěla stavební firma c. k. dvorního stavitele a architekta Alfonse Wertmüllera těžké betonové bezpečnostní skladiště a řadu dalších staveb, z bezpečnostních důvodů od sebe oddělených vysokými náspy.
Roku 1913 byla postavena hlavní výrobní budova ve stylu geometrizující moderny a roku 1917 architektonicky nejcennější stavba areálu – úřední budova čp. 2767, která vznikla podle plánů žižkovského stavebního podnikatele Zdeňka Friče. Betonová konstrukce této budovy je kombinovaná s režným zdivem a její první podlaží oboustranně osvětlují rozměrná ateliérová okna.
Ládování kapslí bylo nebezpečné. V ládovnách zapuštěných do bunkrů a od sebe oddělených silnou zdí pracoval vždy jen jeden člověk, a to pouze za denního světla. Nasypával lžičkou do zapalovadel bílý střelný prach a nesměly se mu při tom potit ruce. Roku 1832 utrpěl sám Bellot úraz a oslepl, když se mu při výbuchu roztříštily brýle a poranily oči.
V letech 1935-1936 firma z bezpečnostních důvodů přesídlila do Vlašimi, protože okolí továrny bylo v té době již zastavěno obytnými domy. Roku 1945 byla znárodněna a později začleněna pod brněnskou zbrojovku.

### Po roce 1936
Po přestěhování výrobny do Vlašimi zůstalo na Žižkově pouze Generální ředitelství firmy. Během 2. světové války zde nacisté pokračovali ve výrobě střeliva, po skončení války byl areál znárodněn. V továrně nějaký čas sídlila opravna a montovna motocyklů OGAR a JAWA, později se v ní opravovaly také automobily, převážně Wartburgy. Poté ji získala Mototechna, která zde měla sklady. Stavby ale nebyly udržovány a chátraly.

### Po roce 1989
Dům čp. 39 byl zrenovován a je v něm provozována restaurace V Kapslovně. V bývalé administrativní a dílenské budově sídlí vysoká škola. V jižní části původní zahrady se nachází Klub biatlonu a střelnice Kapslovna. Pozemky při Jeseniově ulici byly zastavěny rezidenčními obytnými domy.
Kromě administrativní a dílenské budovy se dochoval ještě komín, dvě přízemní budovy při bývalém vstupu do továrny a částečně zdivo hlavní tovární budovy, které posloužilo při přestavbě na obytný dům.